# رئيس بوتسوانا

الراية الرئاسية في بوتسوانا

رئيس بوتسوانا هو المنصب الأعلى في جمهورية بوتسوانا. الرئيس الحالي هو موكجويتسي ماسيسي.

## قائمة رؤساء بوتسوانا
الأحزاب السياسية
الرموز
†  توفي في المنصب
| No. | الصورة | الاسم (الميلاد–الوفاة)         | الانتخابات          | الفترة         | الفترة           | الفترة             | الحزب السياسي           |
| No. | الصورة | الاسم (الميلاد–الوفاة)         | الانتخابات          | استلم المنصب   | ترك المنصب       | المدة              | الحزب السياسي           |
| --- | ------ | ------------------------------ | ------------------- | -------------- | ---------------- | ------------------ | ----------------------- |
| 1   |        | سيريتسي خاما (1921–1980)       | 1965 1969 1974 1979 | 30 سبتمبر 1966 | 13 يوليو 1980[†] | 13 سنوات و287 أيام | حزب بوتسوانا الديمقراطي |
| 2   |        | كوت ماسيره (1925–2017)         | 1984 1989 1994      | 18 يوليو 1980  | 31 مارس 1998     | 17 سنوات و256 أيام | حزب بوتسوانا الديمقراطي |
| 3   |        | فستوس موغاي (مواليد 1939)      | 1999 2004           | 1 أبريل 1998   | 1 أبريل 2008     | 10 سنوات           | حزب بوتسوانا الديمقراطي |
| 4   |        | إيان خاما (مواليد 1953)        | 2009 2014           | 1 أبريل 2008   | 1 أبريل 2018     | 10 سنوات           | حزب بوتسوانا الديمقراطي |
| 5   |        | موكجويتسي ماسيسي (مواليد 1961) | 2019                | 1 أبريل 2018   | 1 نوفمبر 2024    | 6 سنوات و214 أيام  | حزب بوتسوانا الديمقراطي |
| 6   |        | دوما بوكو (مواليد 1969)        | 2024                | 1 نوفمبر 2024  | في المنصب        | 216 أيام           | BNF (UDC)               |